# Storgatan (Umeå)

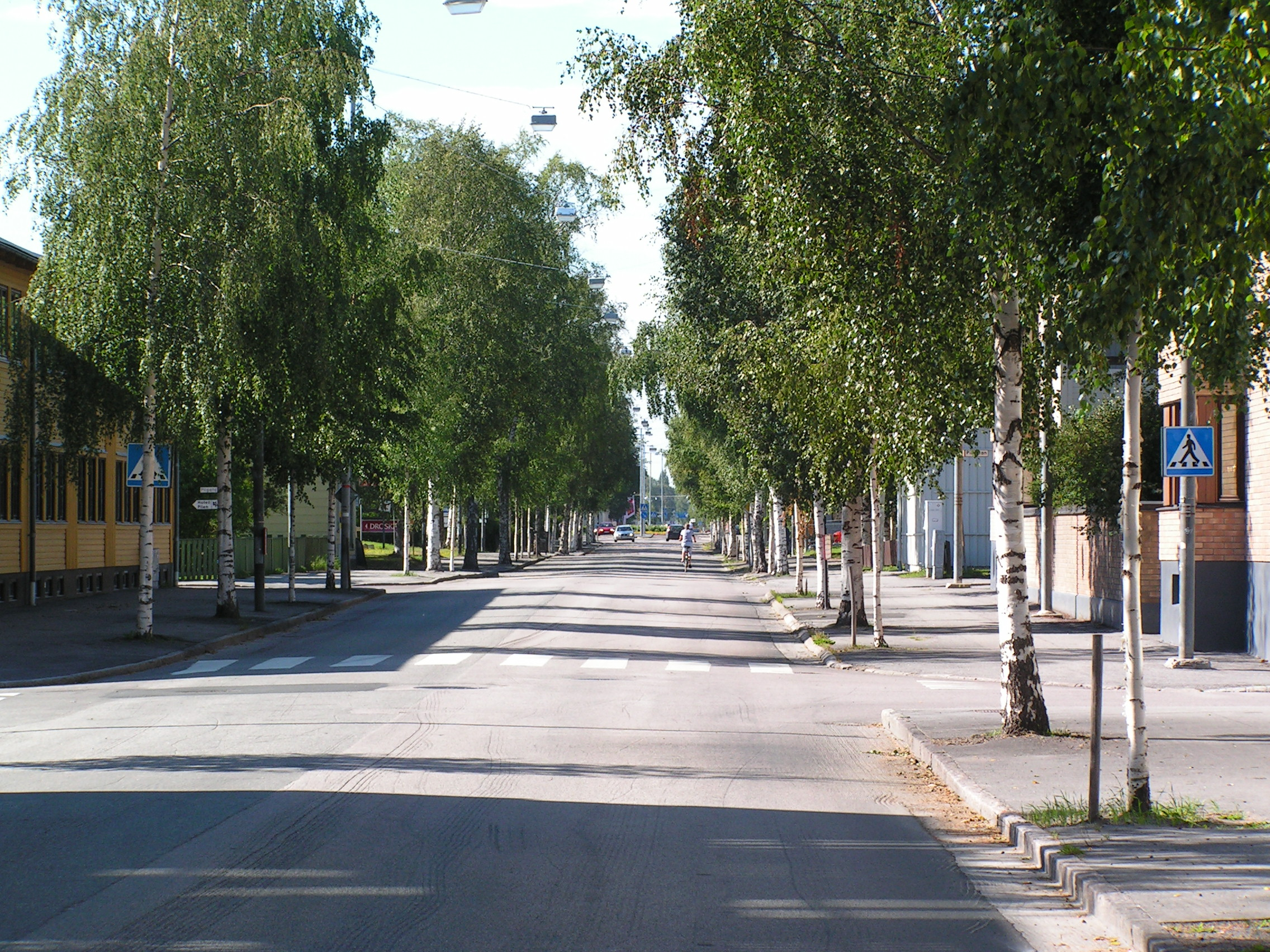
Oostelijk deel van Storgatan

Storgatan is de vier kilometer lange hoofdstraat in Umeå in de provincie Västerbottens län in Zweden.
Storgatan passeert door de belangrijkste stedelijke gebieden aan de noordzijde van de rivier Ume. De straat loopt van de oude stadsgrenzen te Tvärån in het westen tot het Umeå Ooststation nabij het Academisch ziekenhuis van Norrland in het oosten.
Langsheen Storgatan bevinden zich een aantal historische gebouwen en vijf van de grote stadsparken. Gemiddeld passeren ongeveer 8.900 voertuigen per dag langs deze straat (2006).

## Geschiedenis
Toen de stad Umeå werd gesticht in 1622 aan de noordzijde van de rivier Ume, werd de stad in een rasterpatroon opgebouwd met twee evenwijdige straten parallel aan de rivier die de volledige loop van de rivier volgden en vijf loodrechte steegjes. De zuidelijke lange straat (tegenwoordig Storgatan genaamd) liep verder voorbij de stadsgrenzen in de vorm van een kustweg respectievelijk naar Stockholm en Tornio (Finland).
De lokale route van de kustweg liep van Röbäck naar de veerboot op de rivier Ume te Backenkyrkan (letterlijk "Kerk op de heuvel"), doorheen Umeå en dan rond de zuidelijke punt te Nydalasjön richting Innertavle.
In 1780 werd Storgatan geplaveid en in 1782 de kregen de huizen langsheen de straat huisnummers omdat er werd besloten dat alle huizen en boerderijen in Umeå moesten worden genummerd. De huisnummer werden geschilderd op een houten plank en boven de hoofdingang vastgenageld.
In 1864 kreeg Umeå een nieuw stadsplan gebaseerd op het plan van Nikolaistad (nu Vaasa genoemd). Deze stad werd herbouwd na een brand in 1852. De straten werden verbreed en de breedte van Storgatan steeg van ongeveer 4-5 meter tot circa 18 meter. Het nieuwe plan maakte ook ruimte voor voetpaden en plantenstroken langsheen de straat. Een berm van ongeveer 3 meter breed moest worden beplant met bloemen en struiken op kosten van de huiseigenaar. De huiseigenaren kregen zelfs de verplichting om hun woning aan de straatkant te omsluiten met hekwerk in een "smaakvolle" stijl.
In 1866 gaf een nieuwe ordonnantie voor Umeå aan dat langs de stoeprand geschikte loofbomen moesten worden geplant. Deze bomen werden aangeplant langs het westelijke deel van Storgatan. De aanplant van berken op de trottoirs gebeurde pas op grote schaal na de brand in 1888. In 1892 werd besloten dat de berk de meest geschikte boom was om aan te planten op de trottoirs.
De transformatie van het centrum in de jaren 1950 en 1960 hadden ook invloed op de gebouwen langs Storgatan. Slechts een paar van de oude houten huizen werden gespaard, de rest werd gesloopt en vervangen door moderne gebouwen.
In 2002 werd het middelste gedeelte van Storgatan gerestaureerd. De straat kreeg een 6,5 meter brede rijbaan en een 5 meter breed voetpad met berkenbomen aan beide zijden van de rijbaan. Tussen de berken werden parkeerplaatsen voorzien.